# Федорук Микола Трохимович
Мико́ла Трохи́мович Федору́к (20 березня 1954 — 7 травня 2025) — український політичний діяч. Багаторічний мер Чернівців. Народний депутат України з 2012 по 2019 роки.

## Ранні роки
Народився Микола Трохимович 20 березня 1954 року в селі Пісочне Ковельського району Волинської області у простій селянській родині.
Отримавши загальну середню освіту у сільській школі, Микола Федорук вступив (1971) до Львівського політехнічного інституту, який закінчив (1976) за спеціальністю «Напівпровідникові і електронні прилади», здобувши кваліфікацію — інженер електронної техніки.
У 1991 році здобув другу вищу освіту за спеціальністю «Теорія соціально-політичних відносин», закінчивши Київський інститут політології і соціального управління.
Трудову діяльність Федорук М. Т. розпочав у Чернівцях на підприємстві ВПК «Гравітон», де працював інженером-технологом (1976–1977).

## Партійна кар'єра
З 1977 року Микола Федорук на партійній роботі. Спочатку протягом двох років був звільненим секретарем комітету комсомолу на «Гравітоні». З 1979 року обіймав посаду першого секретаря Першотравневого райкому ЛКСМУ. 1981 року переведений у Чернівецький обласний комітет ЛКСМ України на посаду другого, а згодом першого секретаря.
У 1986–1987 р.р. Микола Федорук очолював Першотравневий райком КПУ.

## Мер Чернівців
Шлях Федорука М. Т. до багаторічного мерства в Чернівцях розпочався 1987 року, коли він перейшов на практичну управлінську роботу, очоливши в Чернівцях Першотравневу районну раду народних депутатів та її виконком. На думку багатьох це відбулось за безпосередньої участі тогочасного керівника міста Павла Каспрука.

Міським районом Микола Федорук керував до 1994 року, коли його було обрано головою Чернівецької міської ради та її виконкому. Після реформи місцевого самоврядування в Україні (1997) — Чернівецький міський голова.
Заслуги Федорука М. Т. у розбудові місцевого самоврядування були оцінені Асоціацією міст України, яка обрала його віцепрезидентом (головою комісії та секції історичних міст).
Досягнення багаторічного мера Чернівців відзначені й на державному рівні. Зокрема, Миколу Федорука нагороджено орденом «За заслуги» III ступеня та І ступеня.
Про оцінку роботи мера Федорука чернівчанами красномовно свідчать результати місцевих виборів (1998, 2002, 2006, 2010), на яких він здобував беззаперечну перемогу з величезним відривом від своїх конкурентів. Зокрема, на останніх місцевих виборах він переміг з результатом 62,95 %.

### Усунення з посади
На думку багатьох аналітиків Микола Федорук на Місцевих виборах (2010) припустився фатальної для себе помилки. Не оцінивши належним чином тогочасних реалій у державі, він, нехтуючи порадами оточення, відмовився провести до Чернівецької міської ради власну політичну силу.
Сподівання на те, що міськрада (як це було завжди), не зважаючи на політичні кольори, згуртується для праці на благо міста, не справдились. Практично вже перша сесія міськради продемонструвала, що в новому скликанні почали створювати опозиційну мерові більшість, до якої увійшли представники фракцій «Партії регіонів» і «Нашої України», а також тушки з «Батьківщини» (останніх згодом виключили з партії за зраду інтересів виборців). Формувалась «більшість» під шаленим адміністративним і фінансовим тиском, який координували люди з оточення Юрія Борисова — топменеджера Дмитра Фірташа.

Спроба депутатів міськради обмежити повноваження міського голови і фактично відсторонити його від управління містом наштовхнулись на протидію самого Миколи Федорука, та громади Чернівців. Зокрема, на захист міського голови виступили почесні громадяни Чернівців. Було проведено низку заходів на його підтримку, зокрема мітинги чернівчан. Фактично все йшло до того, що буде проведено місцевий референдум «про недовіру Чернівецькій міській раді».
Як наслідок, 31 березня 2011 року 42 депутати Чернівецької міської ради проголосували за дострокове припинення повноважень Чернівецького міського голови Федорука Миколи Трохимовича «у зв'язку із порушенням ним Конституції України, законів України та незабезпеченням здійснення наданих йому повноважень». Щоправда, на думку експертів підстави були суто формальними та не мали під собою жодного реального юридичного підґрунтя.
На захист мера Чернівців виступила «Асоціація міст України», яка оприлюднила відповідне звернення.
Проти свавілля депутатського корпусу виступили і самі чернівчани, які вирішили все ж таки ініціювати місцевий референдум «про розпуск міськради».
Референдум, заблокований тимчасовим керівництвом Чернівців, так і не відбувся. Як наслідок влада опинилась в руках у людей, які на думку окремих експертів є представниками «групи Фірташа».
Позови Федорука М. Т. про незаконність дій депутатського корпусу прогнозовано не дали жодного результату, та переросли у судову тяганину, яку почали використовувати для блокування прийняття рішення про призначення позачергових виборів мера Чернівців. У зв'язку з цим, Микола Трохимович вирішив припинити всі судові процеси. Щоправда й після цього вибори не призначаються.

## Громадсько-політична діяльність
З часів членства в КПРС Федорук М. Т. залишався позапартійним, що інколи закидалось йому опонентами як намагання загравати з різними політичними силами. За його власними висловлюваннями — є представником «партії чернівчан». При цьому ставився до цього доволі серйозно. Так, у березні 2009 року на запитання журналіста, чи збирається член «партії чернівчан» змінювати партійну приналежність, Микола Федорук відповів:
|  | ...Ні, не збираюся, куди би мене не запросили. Якби я вагався, як колись говорили, з генеральною лінією партії, я був би принаймні у п'ятьох партіях. А я був і є в одній — Партії чернівчан. І цю партію не вважаю віртуальною. Тому що в ній є відповідальність та прозорість. Від чернівчан нічого не приховаєш, вони все бачать і суворо питають за помилки та невиконанні обіцянки... |

Водночас події березня 2011 року змусили Миколу Федорука певною мірою «зрадити» свої принципи, пояснивши це так.
|  | ...я завжди займався господаркою і не займався політикою, але політика зайнялася мною... |

У липні 2012 року з'їзд «Об'єднаної опозиції» висунув Федорука М. Т. кандидатом в народні депутати України по виборчому округу № 201 (місто Чернівці).

Під час виборчої кампанії (2012) були зафіксовані численні факти застосування адміністративного ресурсу, чорного піару та брудних виборчих технологій проти опозиційного кандидата.
Попри це все, Федорук М. Т. з результатом 52,04 % переміг у виборчих перегонах і став народним депутатом України 7-го скликання.
У парламенті залишається членом фракції ВО «Батьківщина», працює в Комітеті з питань державного будівництва та місцевого самоврядування, є учасником міжпарламентської асамблеї Верховної Ради України, Сейму Литовської Республіки та Сейму і Сенату Республіки Польща, а також членом груп: з міжпарламентських зв'язків з Австрійською Республікою, з міжпарламентських зв'язків з Сполученим Королівством Великої Британії та Північної Ірландії, з міжпарламентських зв'язків з Японією, з міжпарламентських зв'язків з Румунією, з міжпарламентських зв'язків з Республікою Куба, з міжпарламентських зв'язків з Федеративною Республікою Бразилія.
15 червня 2013 року об'єднавчим з'їздом ВО «Батьківщина» Федорука М. Т. обрано до складу політради цієї партії.

## Критика діяльності
За сімнадцять років управління містом Чернівці, Микола Федорук здобув не тільки схвальні відгуки і підтримку більшості чернівчан. Чимало є і незадоволених його діяльністю, більшість з яких проявилися під час подій 2011 року.
Опоненти постійно приписують Федоруку М. Т. різноманітний бізнес — від підприємств з виробництва тротуарної плитки до торгівлі алмазами з ексдиректором Калинівського ринку. Так само в ЗМІ час від часу поширюються чутки про нерухомість колишнього мера у Москві, Лондоні, Швейцарії, Болгарії тощо. Постійно наголошується на його зловживаннях посадовим становищем під час владарювання в Чернівцях. Особливо багато компромату було оприлюднено під час виборчих перегонів. Водночас всі звинувачення виявились голослівними та бездоказовими.